# Mirax sinopticulae
Mirax sinopticulae är en stekelart som beskrevs av He och Chen 1997. Mirax sinopticulae ingår i släktet Mirax och familjen bracksteklar. Inga underarter finns listade i Catalogue of Life.